# Massachusetts Avenue (Boston)
Die Massachusetts Avenue, von den Anwohnern kurz Mass Ave genannt, ist eine große Durchgangsstraße im Bundesstaat Massachusetts der Vereinigten Staaten, die durch Boston und einige weitere Städte und Vororte nordwestlich von Boston führt. „Ihre 16 Meilen schwarzer Asphalt verlaufen von sandigen Industriegebieten zu grünen Vororten und passieren dabei gentrifizierte Sandsteinhäuser, Colleges und geschäftige Gewerbegebiete.“

## Streckenverlauf
Die Straße beginnt im Bostoner Stadtteil Dorchester und verläuft zunächst parallel zur Interstate 93 von Südost nach Nordwest durch Boston, um dann mit dem Massachusetts Turnpike (Interstate 90) ein Autobahnkreuz zu bilden. Sie überquert mit der Harvard Bridge den Charles River vom Stadtteil Back Bay zur Stadt Cambridge und teilt dort den Campus des Massachusetts Institute of Technology. Der Verlauf führt weiter über den Central Square und um den Harvard Yard am Harvard Square. Anschließend knickt die Straße scharf nach Norden ab und führt an der Harvard Law School vorbei sowie über den Porter Square, wo sie nach Nordwesten abbiegt. Von dort aus verläuft die Mass Ave weiter durch North Cambridge, Arlington und Lexington, wo sie in den Minute Man National Historical Park mündet.

### Erweiterte Betrachtung der Strecke
Unter gleichem Namen führt die Straße weiter in Richtung Nordwesten und Westen durch viele verschiedene Städte und Vororte. Sie verläuft dabei zum größten Teil parallel zur oder ist identisch mit der Massachusetts Route 2 bzw. Massachusetts Route 2A und kann mit Ausnahme einiger Lücken in Orten, die ihrer Hauptdurchgangsstraße einen anderen Namen gegeben haben, durchgehend bis in das Zentrum von Massachusetts verfolgt werden.
Auf dem größten Teil ihrer Strecke ist die Massachusetts Avenue ein Anziehungspunkt für geschäftliche Aktivitäten, was insbesondere in den größeren Städten der Fall ist. Zu beiden Seiten der Straße finden sich Apartments, Geschäfte und Restaurants, und es gibt eine hohe Anzahl an Fußgängern.
An einigen Stellen führt die Straße an Parks vorbei oder durch sie hindurch, darunter der Southwest Corridor Park, ein Teil des Emerald Necklace an der Commonwealth Avenue, der Charles River Bike Path, der Alewife Linear Park, das Schutzgebiet Alewife Brook Reservation und der Minuteman Bikeway.

### Städte und Gemeinden entlang derMassachusetts Avenue
Die Massachusetts Avenue führt – beginnend in Dorchester – durch Boston, Cambridge, Arlington, Lexington, Concord (ab Hanscom Field als Great Road ausgezeichnet, ab dem Concord Turnpike westlich der Stadt wieder Massachusetts Avenue), Acton, Boxborough, Harvard und Lunenburg (hier ist die Route 2A als Mass Ave. ausgewiesen).

### Wichtige Gebäude, Institutionen und Landmarken entlang der Strecke

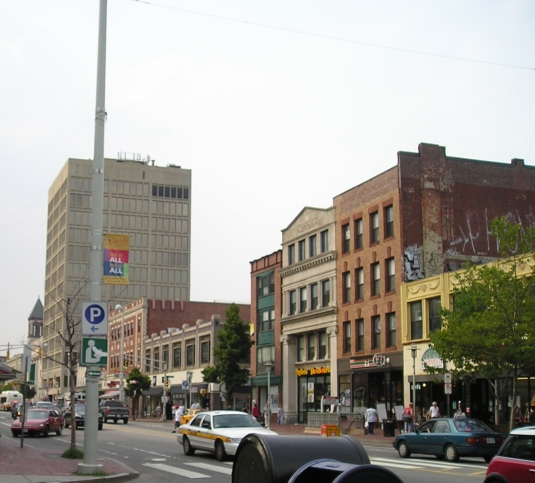
Die Massachusetts Avenue bildet das kommerzielle Zentrum des Central Square in Cambridge.

Entlang der Straße finden sich unter anderem die folgenden Gebäude, Institutionen und Landmarken:
- Chester Square
- Symphony Hall (Boston Symphony Orchestra)
- Horticultural Hall
- Christian Science Center und sein Mapparium
- Berklee College of Music
- Newbury Street
- Charles River
- Massachusetts Institute of Technology
- Central Square
- Cambridge City Hall
- Harvard University
- Harvard Square
- Cambridge Common
- Lesley University
- Porter Square
- Uncle Sam Memorial Statue
- Arlington Center Historic District
- Jason Russell House
- Munroe Tavern
- Lexington Battle Green

## Geschichte

### Der Mitternachtsritt von Paul Revere
In der Nacht vom 18. auf den 19. April 1775 ritt Paul Revere auf seinem Pferd einen Teil der Massachusetts Avenue entlang, die damals noch Great Road hieß. Ebenfalls zu diesem Zeitpunkt, jedoch getrennt voneinander, ritten die Freiheitskämpfer William Dawes und Samuel Prescott auf Teilen der Straße. Dieses Ereignis ging als Mitternachtsritt in die Geschichtsbücher ein.

### Frühere Namen und ihre Entwicklung
Die heutige Massachusetts Avenue wurde Ende des 19. Jahrhunderts aus mehreren, bis dahin separaten Straßenstücken gebildet. In Boston wurde die Straße südlich des Chester Square (heute Chester Park im Stadtteil South End) ursprünglich als East Chester Park und nördlich des Platzes als West Chester Park bezeichnet.
In Cambridge folgt die Straße teilweise der ehemaligen Front Street sowie der ehemaligen Main Street. Vom Harvard Square bis zum Alewife Brook folgt sie der ursprünglichen North Avenue. In Arlington hieß die Straße früher Arlington Avenue und in Lexington Main Street.

## Öffentlicher Personennahverkehr
Die Massachusetts Avenue wird im Rahmen des ÖPNV mit einer Vielzahl unterschiedlicher Verkehrsmittel bedient. Dazu gehören mehr als 30 Buslinien sowie die U-Bahn-Linien Green Line, Red Line und Orange Line der MBTA, die zwischen Lexington und Boston verkehren.